# Дьячков, Сергей Митрофанович
Серге́й Митрофанович Дьячко́в (1913, Тула - май 1942) — советский шашист, шашечный теоретик. Участник Великой Отечественной войны.
Играл в русские шашки. Мастер спорта СССР (1935).
В 1934 году выигрывает второй чемпионат РСФСР в Москве, в третьем чемпионате РСФСР, который также состоялся в 1935 году в Москве, занял второе место. Участник двух чемпионатов СССР: 6-го (7-8 место из 18 участников) и 7-го (13-15 место из 21 участника).
Ввёл в августе 1938 года соревновательную практику новые дебюты: c Львом Раммом (в будущем «Игра Дьячкова») и с Самуилом Лиозновым (в будущем — «Киевский кол»).
Родился в Туле. В родном городе шашечное образование от своего учителя — первого чемпиона РСФСР 1928 года Георгия Ивановича Крылова.
1934 год
Во втором чемпионате РСФСР, который был организован в октябре в Москве выигрывает второй чемпионат РСФСР. Сразу же после него по приглашению Петра Дубинина переезжает в Горький и устраивается на Горьковский автозавод. В ноябре возглавляемая Сергеем Дьячковым команда Горького выигрывает со счетом 6:4 матч у сборной Москвы. В декабре на 6-м чемпионате СССР первокатегорник Сергей Дьячков выступал за Горький, где разделил 7-8 места при 18 участниках.
1935-1937 годы
Мастер спорта СССР (1935). 2 место в третьем чемпионате РСФСР, который снова состоялся в Москве (ноябрь 1935). Поступает на военную службу.
1938-1940 годы
В 1938 году после демобилизации возвращается в родную Тулу, где назначается инструктором по шахматам и шашкам при областном совете по физкультуре и спорту. Участник седьмого чемпионата СССР в августе 1938 года в Киеве, где разделил 13-15 места из 21 участников. В партиях этого чемпионата ввёл теоретические новинки: Игра Дьячкова в игре Лев Рамм — Сергей Дьячков за чёрный цвет и Киевский кол в поединке Сергей Дьячков — Самуил Лиознов за белый цвет.
Руководил также работой шахматно-шашечной секции при ДСО «Спартак», при непосредственной организации Дьячкова удалось провести несколько турниров и даже междугородных матчей, в том числе с Рязанью, Серпуховым, Калугой.
1941 год
Выступает в последнем предвоенном соревновании — полуфинале чемпионата СССР в Ростове-на-Дону, который закончился 23 июня 1941 года. Участники того турнира вспоминали: «Последние дни полуфинала борьбы в партиях практически не было. После быстро заканчивавшихся вничью партий участники спешили на телефонную станцию, чтобы поговорить с родными. Все уже понимали, что эта война надолго. И что финала чемпионата СССР — не будет». Из 11 участников того турнира в войне погибли четверо. Пропал без вести на фронте в мае 1942 года.